# Tuna gård, Vimmerby kommun

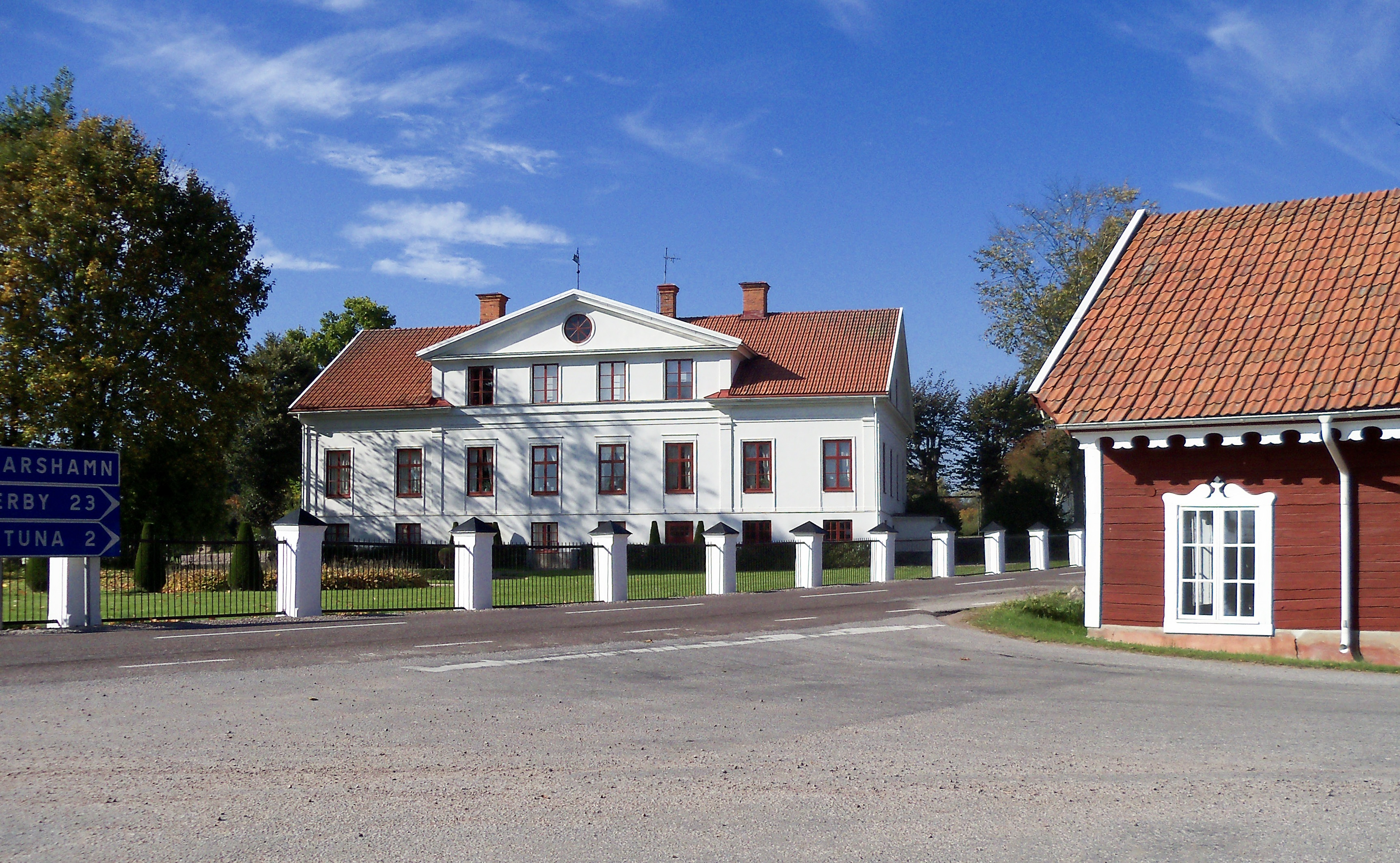
Tuna gård

Tuna gård (eller Tuna säteri) är en herrgård i Tuna socken i Vimmerby kommun i Småland. 
Huvudbyggnaden är av trä och uppförd 1863. Flygelbyggnaderna är uppförda under 1760-talet. Tuna gård är ett välbevarat exempel på en gårdsanläggning, som byggts enligt sin tids främsta jordbruks- och byggnadstekniska kunnande.

## Historia
Tuna gård i Vimmerby kommun nämns första gången omkring 1300 då ett jordbyte sker mellan kung Birger Magnusson och Torgils Knutsson. Den drogs förmodligen in till kronan på 1500-talet av Gustav Vasa. 1610 fick överste Peder Michelsson Tuna gård och flera andra som förläning av Karl IX. Peder Michelsson adlades till Hammarskjöld. Gården har sedan dess varit i släktens ägo. Gården ägs och drivs idag av Åke Hammarskjöld.
Tuna kyrka uppfördes 1892–1893 efter ritningar av församlingens patronus, arkitekten och sedermera statsrådet Hugo Hammarskjöld.